# Maoridrilus ruber
Maoridrilus ruber är en ringmaskart som beskrevs av Lee 1959. Maoridrilus ruber ingår i släktet Maoridrilus och familjen Acanthodrilidae. Inga underarter finns listade i Catalogue of Life.